# Podarcis melisellensis
Podarcis melisellensis е вид влечуго от семейство Гущерови (Lacertidae).

## Разпространение
Видът е разпространен в Албания, Босна и Херцеговина, Италия, Словения, Хърватия и Черна гора.